# It Must Be Hell
«It Must Be Hell» —en español: «Debe ser un infierno»—, es una canción de la banda británica de rock The Rolling Stones. Es la última pista del álbum Undercover, editado el 7 de noviembre de 1983
Escrita por Mick Jagger y Keith Richards, la canción habla de las injusticia del mundo.
La canción fue grabada entre los meses de noviembre y diciembre de 1982, en los estudios Pathé Marconi de París, Francia. Los trabajo finales de mixing y overdub tuvieron lugar entre junio y agosto de 1983, en los estudios The Hit Factory de Nueva York. Fue producida, al igual que todas las pistas del álbum, por The Glimmer Twins y Chris Kimsey.
«It Must Be Hell» nunca ha sido interpretada en vivo ni incluida en ningún álbum recopilatorio de la banda.

## Personal
Acreditados:
- Mick Jagger: voz, coros.
- Keith Richards: guitarra eléctrica, coros.
- Ron Wood: guitarra eléctrica, coros.
- Bill Wyman: bajo, percusión.
- Charlie Watts: batería.
- Chuck Leavell: teclados.
- Martin Ditcham: percusión.
- Moustapha Cisse: percusión.
- Brahms Coundoul: percusión.